# Kirk Bryan
Kirk Bryan (Albuquerque, 22 de julio de 1888-Cody, 22 de agosto de 1950) fue un geólogo estadounidense que trabajó en la Universidad de Harvard desde 1925 hasta su fallecimiento en 1950.

## Biografía
Hijo de R.W.D. Bryan (astrónomo de Hall en la expedición Polaris), recibió su educación universitaria en la Universidad de Nuevo México y luego obtuvo un doctorado en la Universidad Yale.
Especializado en la geomorfología, trabajó principalmente en regiones áridas y fue uno de los pioneros en explicar las fuerzas que formaron masas de tierra en esas áreas.

Según Luna Leopold, uno de sus alumnos, fue influyente como profesor. En 2004, Leopold escribió:
Sus estudiantes lograron avances importantes en una variedad de temas, incluida la cronología aluvial, la geología periglacial y glacial, la acción del viento, los efectos del suelo y la vegetación en el desarrollo del paisaje y la arqueología. Su influencia está indicada por el hecho de que de los cuatro geólogos que han recibido la Medalla Nacional de Ciencias, tres fueron alumnos de Kirk Bryan.

El premio Kirk Bryan de la Sociedad Geológica de Estados Unidos recibe su nombre en su honor. Se otorga anualmente en reconocimiento a una publicación de distinción que avanza la ciencia de la geomorfología o geología cuaternaria, que eran las áreas de especialización de Bryan.

## Publicaciones
Bryan fue un escritor prolífico. Esta es una lista parcial de sus contribuciones científicas:
- 1925. Fecha de zanjeo del canal (corte de arroyo) en el árido Suroeste. Ciencia 62 (1607): 338–344.
- 1927. Erosión del canal del Río Salado, Condado de Socorro, Nuevo México. Boletín del Servicio Geológico de EE. UU. 79: 15-19.
- 1928. Evidencia histórica sobre cambios en el cauce del Río Puerco, afluente del Río Grande en Nuevo México. Revista de Geología 36(3): 265–282.
- 1928. Cambio en las asociaciones de plantas por cambio en el nivel del agua subterránea. Ecología 9(4): 474–478.
- 1929. Cultivo de aguas de inundación. Revisión geográfica 19:444–456.
- 1929. La cultura Folsom y su época. Boletín de la Sociedad Geológica de América 40:128-129.
- 1938. Canteras e implementos prehistóricos de aspecto preamerindio en Nuevo México. Ciencia (nueva serie) 87 (229): 343–346.
- 1941. Antigüedad geológica del hombre en América. Ciencia 93 (2422): 505-514.
- K. Bryan y CC Albritton. 1943. Los fenómenos del suelo como evidencia de cambios climáticos. Revista Estadounidense de Ciencias 241: 469-490.
- 1950. El lugar de la geomorfología en las ciencias geográficas. Anales de la Asociación de Geógrafos Americanos, vol. 40, núm. 3 (septiembre de 1950), págs. 196–208